# Wendwilsonite
La wendwilsonite est une espèce minérale du groupe des arséniates et du sous-groupe des arséniates hydratés sans anions étrangers, de formule Ca2(Mg,Co2+)(AsO4)2,2H2O.

## Inventeur et étymologie
La wendwilsonite a été décrite en 1987 par Dunn, Pete J., B.D. Sturman, et J.A. Nelen ; elle fut nommée ainsi en l'honneur du docteur Wendell Eugene Wilson Jr (1946- ), rédacteur et éditeur du magazine américain Mineralogical Record, pour ses contributions à la minéralogie.

## Topotype
- Bou Azzer District, Taznakht, Province de Ouarzazate, Souss-Massa-Drâa, Maroc[2]
- Sterling Mine, Sterling Hill, Ogdensburg, Franklin Mining District, Comté de Sussex, New Jersey, États-Unis [2]
- Les échantillons de référence sont déposés au Musée royal de l'Ontario de Toronto au Canada, ainsi qu'au National Museum of Natural History de Washington

## Cristallographie
- Paramètres de la maille conventionnelle : a = 5,806 Å, b = 12,923 Å, c = 5,628 Å, β = 107,49 °, Z = 2, V=402,75 Å3
- Densité calculée = 3,57

## Cristallochimie
- La wendwilsonite forme une série avec la rosélite.
- Elle fait partie d'un groupe de minéraux isostructuraux : le groupe de la rosélite, de formule générale A2+(B2+)2(XO4), xH2O

### Groupe de la rosélite
- Brandtite (it) Ca2(Mn2,Mg)(AsO4)2,2H2O, P21/c; 2/m
- Kröhnkite Na2Cu(SO4)2,2H2O, P21/c; 2/m
- Manganlotharmeyerite (it) Ca(Mn3+,Mg)2(AsO4)2(OH,H2O)2, C2/m; 2/m
- Rosélite Ca2(Co2+,Mg)(AsO4)2,2H2O, P21/c; 2/m
- β-Rosélite (it) Ca2(Co,Mg)(AsO4)2•2(H2O) P1 ou P1, triclinique
- Wendwilsonite Ca2(Mg,Co2+)(AsO4)2,2H2O, P21/c; 2/m
- Zincrosélite Ca2Zn(AsO4)2,2H2O, P21/c; 2/m

## Gîtologie
La wendwilsonite est un rare minéral secondaire provenant de gisements hydrothermaux de cobalt.

### Minéraux associés
- Talmessite (en), érythrite

## Habitus
La wendwilsonite se trouve sous la forme de cristaux prismatiques allongés selon [100], pouvant atteindre 9 millimètres.

## Gisements remarquables
- Allemagne

Schneeberg District, Ergebirge, Saxe
- États-Unis

Sterling Mine, Sterling Hill, Ogdensburg, Franklin Mining District, Comté de Sussex, New Jersey
- Maroc

Bou Azzer District, Taznakht, Province de Ouarzazate, Souss-Massa-Drâa 
Veine no 2, Bou Azzer, Bou Azzer District, Taznakht, Province de Ouarzazate, Souss-Massa-Drâa 
Aghbar Mine (Arhbar Mine), Aghbar open pit, Aghbar, Bou Azzer District, Taznakht, Province de Ouarzazate, Souss-Massa-Drâa 
- Mexique

Coahuila 

## Galerie

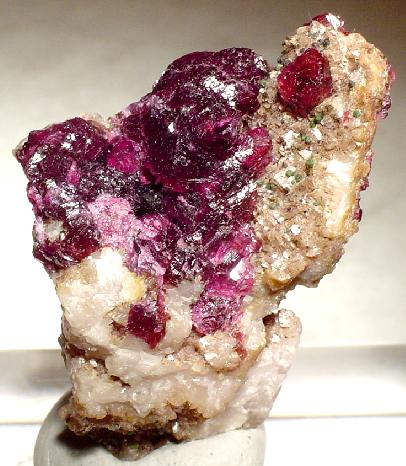
Bou Azzer, Maroc, 3.8 x 3.0 x 2,1 cm
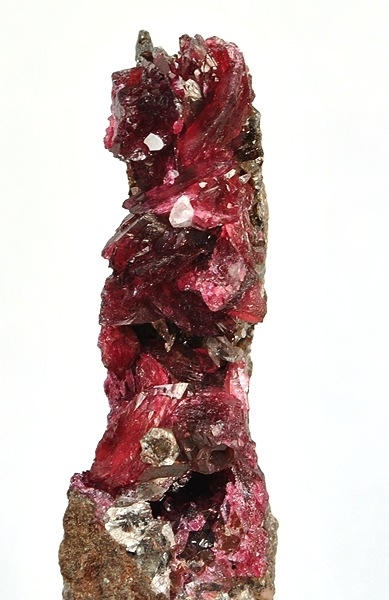
Bou Azzer, Maroc, 5.1 x 2.5 x 1,6 cm.
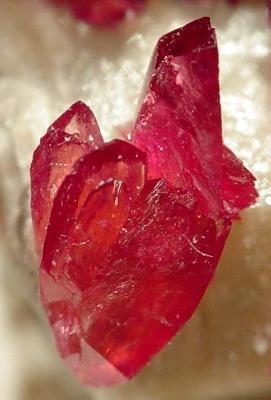
Aghbar Mine, Maroc
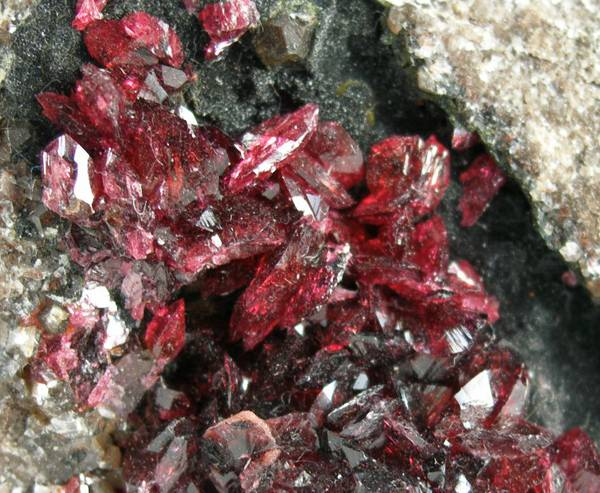
Bou Azzer, Maroc